# Борська низовина
Борська низовина (Borská nížina) — геоморфологічна підодиниця Загорської низовини. Найвища гора — Марія Магдалена (297 м.). Місце розташування — Трнавський край і Братиславський край.
Протікає Танчибоцький потік.